# 黄金乡 (瑞昌市)
黄金乡，是中华人民共和国江西省九江市瑞昌市下辖的一个乡镇级行政单位。

## 行政区划
黄金乡下辖以下地区：
金岭村、前程村、界首村、林泉村、北山村和下巢湖村。